# Trịnh Nguyên Sướng
Trịnh Nguyên Sướng (phồn thể: 鄭元暢; giản thể: 郑元畅; bính âm: Zhèng Yuánchàng), nghệ danh tiếng Anh: Joe Cheng hoặc Joseph Cheng, (sinh ngày 19 tháng 6 năm 1982) là một nam người mẫu, diễn viên và ca sĩ Đài Loan. Mặc dù khởi đầu sự nghiệp trong nghề mẫu nhưng anh nổi tiếng hơn cả với vai diễn Giang Trực Thụ trong bộ phim truyền hình Đài Loan có tựa tiếng Việt là Thơ Ngây được chuyển thể từ manga của Nhật là Itazura na Kiss. Anh đã gặt hái được nhiều thành tựu trong vai trò diễn viên tại rất nhiều nước châu Á, đặc biệt là Đài Loan, Trung Quốc, Hồng Kông, Singapore, Philippines và Nhật Bản. Anh từng phát hành EP đầu tay có tên Sing a Song vào tháng 10 năm 2009. Tựa đề EP cũng như ca khúc tiêu đề là một cách chơi chữ từ tên riêng của anh là Sướng (暢), vốn là từ đồng âm với "Sing" (唱) trong tiếng Trung.

## Đầu đời
Ban đầu, Trịnh Nguyên Sướng (trước năm 2005) có tên là Bryan Cheng, lớn lên tại quận Bắc Đồn, Đài Trung, Đài Loan. Kể từ lúc ba mẹ anh ly dị khi anh còn học tiểu học, anh đã đến sống cùng bố. Anh cũng có một người chị gái, chị ấy sống cùng mẹ.

## Đời tư
Trịnh Nguyên Sướng hiện đã hoàn thành nghĩa vụ quân sự in the second regiment of the Lực lượng Bảo vệ bờ biển Đài Loan, tức Cảnh sát biển xứ Đài.

## Danh sách phim đã đóng

### Phim chiếu rạp
- What on Earth Have I Done Wrong?! (2007)
- Hoa Dạng (2012)
- Time Archive (2012)
- The Queens (2015)
- The Beloved (2015)

### Phim truyền hình
| Năm  | Tựa tiếng Trung    | Tựa tiếng Anh                             | Vai                                          |
| ---- | ------------------ | ----------------------------------------- | -------------------------------------------- |
| 2003 | 蔷薇之戀           | The Rose                                  | Han Kui (韓葵)                               |
| 2003 | 米迦勒之舞         | Dance With Michael                        | Lu Xi Fu / Lucifer                           |
| 2004 | 愛情魔戒           | Magic Ring                                | Du Jing Hang (杜競航)                        |
| 2005 | 撞球小子           | Nine-Ball                                 | Kuai Da                                      |
| 2005 | 惡作劇之吻         | Thơ Ngây 1                                | Giang Trực Thụ (江直樹) [Irie Naoki] Michael |
| 2006 | 第一桶金           | Di Yi Tong Jin                            | Ah Sheng                                     |
| 2006 | 庚子風雲           | War and Destiny                           | Chen Ran                                     |
| 2007 | 熱情仲夏           | Summer x Summer                           | Ouyang Lei (歐陽累)                          |
| 2007 | 惡作劇2吻          | Thơ Ngây 2                                | Giang Trực Thụ (江直樹) [Irie Naoki] Michael |
| 2008 | 蜂蜜幸運草         | Honey and Clover                          | Den Zhen Shan (鄧真山) [Mayama Takumi]       |
| 2008 | 我的億萬麵包       | Love or Bread                             | Cai Jing Lai (蔡進來) / Frank                |
| 2010 | 欢迎爱光临         | That Love Comes                           | Xia Tian (夏天)                              |
| 2010 | 國民英雄           | Channel-X                                 | An Zai Yong (安在勇)                         |
| 2012 | 愛的蜜方           | Love Actually                             | Hao Feng                                     |
| 2014 | 你照亮我星球       | You Light Up My Star                      | Liu Cheng Wei (劉城偉)                       |
| 2015 | 只因單身在一起     | Singles Villa                             | Qiao Sheng Yu                                |
| 2016 | 仙劍雲之凡         | Chinese Paladin 5                         | Long You                                     |
| 2017 | 天泪传奇之凤凰无双 | Legend of Heavenly Tear: Phoenix Warriors | Xiao Fengqing                                |
| 2018 | 合伙人             | Partners                                  | Huo Zhiyuan                                  |
| 2019 | 爵迹·临界天下      | L.O.R.D. Critical World                   | Yin Chen                                     |
| 2019 | 半生緣             | Eighteen Springs                          | Shen Shijun                                  |
| 2021 | 華燈初上           | Light the Night                           | Wu Shao-chiang                               |
| 2021 | 无神之地不下雨     | Rainless Love in a Godless Land           | Fali                                         |
| 2023 | 不良執念清除師     | Oh No! Here Comes Trouble                 | Yu Zhen Yuan (余鎮元)                        |

### Chương trình tạp kỹ
| Năm  | Tựa tiếng Anh            | Tựa tiếng Quan thoại | Chú thích                      |
| ---- | ------------------------ | -------------------- | ------------------------------ |
| 2021 | Ace Actress              | 我是女演员           | Teacher for Class Variety Show |
| 2017 | The Amazing Race China 4 | 極速前進中國版4      | With Wang Li Kun               |
| 2017 | Challenger League        | 挑战者联盟           | Guest                          |
| 2016 | Race the World           | 非凡搭檔             |                                |
| 2015 | Real Hero                | 真心英雄             |                                |

### Giải thưởng và đề cử
| Năm  | Giải thưởng                           | Hạng mục                                | Tác phẩm được đề cử | Kết quả   |
| ---- | ------------------------------------- | --------------------------------------- | ------------------- | --------- |
| 2004 | China Fashion Awards                  | New Figure                              | None                | Đoạt giải |
| 2007 | Enlight Entertainment Awards          | New Fashion Artist                      | None                | Đoạt giải |
| 2009 | Hong Kong Yahoo Popular Search Awards | Hong Kong Most Popular Taiwanese Artist | Thơ Ngây 2          | Đoạt giải |
| 2009 | Hong Kong Yahoo Popular Search Awards | International Male Actor                | Thơ Ngây 2          | Đoạt giải |
| 2009 | Enlight Entertainment Awards          | Most Influential Fashion Actor          |                     | Đoạt giải |
| 2009 | New Artist Awards                     | Best All-Around Artist                  |                     | Đoạt giải |
| 2010 | China Original Music Chart            | Favorite Idol                           | Sing a Song         | Đoạt giải |
| 2010 | China Original Music Chart            | Outstanding New Singer                  | Sing a Song         | Đoạt giải |
| 2014 | Seoul International Drama Awards      | People's Choice: Popular Actor          | Love Actually       | Đoạt giải |
| 2016 | The Best Fashion Visionaries Award    | Ten Best Dressed Personalities          |                     | Đoạt giải |
| 2016 | 2016 Mobile Video Festival            | Fashion Pioneer                         |                     | Đoạt giải |

### Video ca nhạc
- 2003 – 葉子" (Leaf) – The Rose OST by A-Sun
- Bu Chao Bu Nao (不吵不鬧)- Landy 溫嵐
- Ji Ta Shou (吉他手)- 陳綺貞
- Gift – Jacky Cheung
- Ye Zi/Leaf （叶子） – A Sun
- E Zuo Ju （恶作剧）(It Started with a Kiss OST) – Wang Lan Yin
- Bu Si Xin/Unwilling to Give Up （不死心） – Joe Cheng
- Chang Yi Shou Ge/Sing a Song （唱一首歌）- Joe Cheng

## Danh sách đĩa nhạc
| Thông tin album                                                                                 | Danh sách bài hát |
| ----------------------------------------------------------------------------------------------- | --- |
| Sing a Song Chang Yi Shou Ge (暢一首歌) - Format: Extended Play (EP) - Released: 2 October 2009 | 1. "不死心" (Unwilling to Give Up) 2. "王子復仇記" (Prince's Revenge Record) 3. "暢一首歌" (Chang Yi Shou Ge) 4. "彩色 Party" (Colorful Party) 5. "麵包的滋味" (The Taste of Bread) 6. "My Song, Your Sun" |

## Sách đã xuất bản
- Yuan Wei Chang Kuai《元味暢快》(2005)
- Always Smile 《籃球偶像事件簿》(2003)
- My Color My Style 《我型我色——鄭元暢配色寶典》(2003)